# پیانوکوک‌کن زلزله
پیانوکوک‌کنِ زلزله (به انگلیسی: The Piano Tuner of Earthquakes) یک فیلم انیمیشن استاپ موشن بلند در سبک درام و علمی–تخیلی به کارگردانی برادران کی محصول سال ۲۰۰۵ است. از بازیگران آن می‌توان آمیرا کاسار، آسومپتا سرنا و گوتفرید جان را نام برد.